# Nabil Bentaleb
Nabil Bentaleb (arab. نبيل بن طالب, Nabīl Bin Ṭālib; ur. 24 listopada 1994 w Lille) – algierski piłkarz pochodzenia francuskiego, występujący na pozycji pomocnika we francuskim klubie Lille OSC oraz w reprezentacji Algierii. Uczestnik Mistrzostw Świata 2014. 

## Kariera klubowa
Bentaleb rozpoczął swoją karierę w akademii piłkarskiej Lille OSC. Gdy z niego zrezygnowano, w wieku 15 lat wyjechał do Belgii, gdzie związał się z Excelsiorem Mouscron. Następnie Bentaleb trafił na testy do angielskiego Birmingham City, by ostatecznie w styczniu 2012 roku zostać zawodnikiem akademii Tottenhamu Hotspur. W sezonie 2012/13 wywalczył sobie miejsce w drużynie do lat 21, w barwach której w czternastu spotkaniach zdobył cztery gole, m.in. strzelając zwycięską bramkę podczas meczu derbowego z akademią Arsenalu. Po tym spotkaniu podpisał nowy, czteroletni kontrakt, wiążący go z Tottenhamem do 2018 roku.
22 grudnia 2013 roku Bentaleb znalazł się w osiemnastoosobowej kadrze Tottenhamu na ligowe spotkanie z Southampton. Podczas tego meczu zanotował swój oficjalny debiut w barwach klubu, zmieniając w 50. minucie Moussę Dembélé, zaś Tottenham zwyciężył 3:2. Po raz pierwszy w podstawowym składzie wyszedł 4 stycznia 2014 roku podczas spotkania Pucharu Anglii z Arsenalem. Od początku wystąpił także w meczu z Crystal Palace, za który otrzymał potem nagrodę dla najlepszego zawodnika. 20 lutego wystąpił od początku w spotkaniu Ligi Europy z ukraińskim Dniprem. 21 stycznia 2020 został wypożyczony na pół roku do Newcastle United F.C.

## Kariera reprezentacyjna
14 listopada 2012 Bentaleb zadebiutował w reprezentacji Francji do lat 19 podczas przegranego 0:3 towarzyskiego meczu z Niemcami, zmieniając w 46. minucie Larry’ego Azouniego.
Mimo że Bentaleb wystąpił w barwach Francji, zainteresowanie jego osobą wyraził Algierski Związek Piłki Nożnej, zaś niektóre źródła poinformowały, że zawodnik zdecydował się na zmianę reprezentowanego kraju. W styczniu 2014 roku menadżer Tottenhamu Tim Sherwood zasugerował, że uwagę na jego zawodnika zwróciło także The Football Association. Bentaleb nie spełniał jednak odpowiednich wymogów, które został określone w Home Nations Agreement. Umowa ta mówi, że zawodnik, przed osiągnięciem osiemnastego roku życia, musi szkolić się w danym kraju przez minimum pięć lat i nie ma możliwości uprawnienia do gry w reprezentacji na podstawie stałego pobytu na terytorium państwa.
15 lutego 2014 roku Bentaleb zdecydował się na występy w reprezentacji Algierii. Kilka dni później został do niej powołany przez selekcjonera Vahida Halilhodžicia. W narodowych barwach zadebiutował oficjalnie 5 marca, rozgrywając pełne 90 minut w wygranym 2:0 spotkaniu towarzyskim ze Słowenią.

## Statystyki kariery
(aktualne na 25 grudnia 2016)
| Klub                 | Sezon              | Liga               | Liga  | Liga   | Puchar kraju | Puchar kraju | Puchar ligi | Puchar ligi | Europa | Europa | Suma  | Suma   |
| Klub                 | Sezon              | Liga               | Mecze | Bramki | Mecze        | Bramki       | Mecze       | Bramki      | Mecze  | Bramki | Mecze | Bramki |
| -------------------- | ------------------ | ------------------ | ----- | ------ | ------------ | ------------ | ----------- | ----------- | ------ | ------ | ----- | ------ |
| Tottenham Hotspur    | 2013/14            | Premier League     | 15    | 0      | 1            | 0            | 0           | 0           | 4      | 0      | 20    | 0      |
| Tottenham Hotspur    | 2014/15            | Premier League     | 26    | 0      | 0            | 0            | 3           | 1           | 5      | 0      | 34    | 1      |
| Tottenham Hotspur    | 2015/16            | Premier League     | 5     | 0      | 4            | 0            | 0           | 0           | 1      | 0      | 10    | 0      |
| FC Schalke 04 (wyp.) | 2016/17            | Bundesliga         | 16    | 4      | 0            | 0            | –           | –           | 0      | 0      | 16    | 4      |
| Ogólnie w karierze   | Ogólnie w karierze | Ogólnie w karierze | 62    | 4      | 5            | 0            | 3           | 1           | 10     | 0      | 80    | 5      |